# Аквинкум
Аквинкум (на латински: Aquincum) е римски град, разположен в североизточната част на римската провинция Панония.
Върху останките от града е изградена днешната столица на Република Унгария град Будапеща.
Много от историческите артефакти от града днес се намират в Аквинкумския музей.